# Cima d'Arme
Cima d'Arme è un rilievo dei Monti Reatini che si trova nel Lazio, nella provincia di Rieti, nel comune di Poggio Bustone.